# Dichaetomyia convergens
Dichaetomyia convergens este o specie de muște din genul Dichaetomyia, familia Muscidae. A fost descrisă pentru prima dată de Fritz Isidore van Emden în anul 1942.
Este endemică în Uganda. Conform Catalogue of Life specia Dichaetomyia convergens nu are subspecii cunoscute.